# میریوسف جابری
میر یوسف جابری فرزند میر محمود و متولد سال ۱۳۲۵ نماینده دور نخست مجلس شورای اسلامی از حوزه انتخابیه بناب و ملکان بود. جابری دارای تحصیلات حوزوی است. او در انتخابات میان دوره‌ای مجلس شورای اسلامی در سال ۱۳۶۱ با کسب ۴۶٬۸۴۵ رای برابر با ۵۶ در صد کل ارا در دور اول انتخابات به مجلس شورای اسلامی راه یافت. نماینده پیشین بناب و ملکان علی اکبر اصغری در مهر ۱۳۶۰ در سانحه رانندگی درگذشته بود.